# Туті-наме

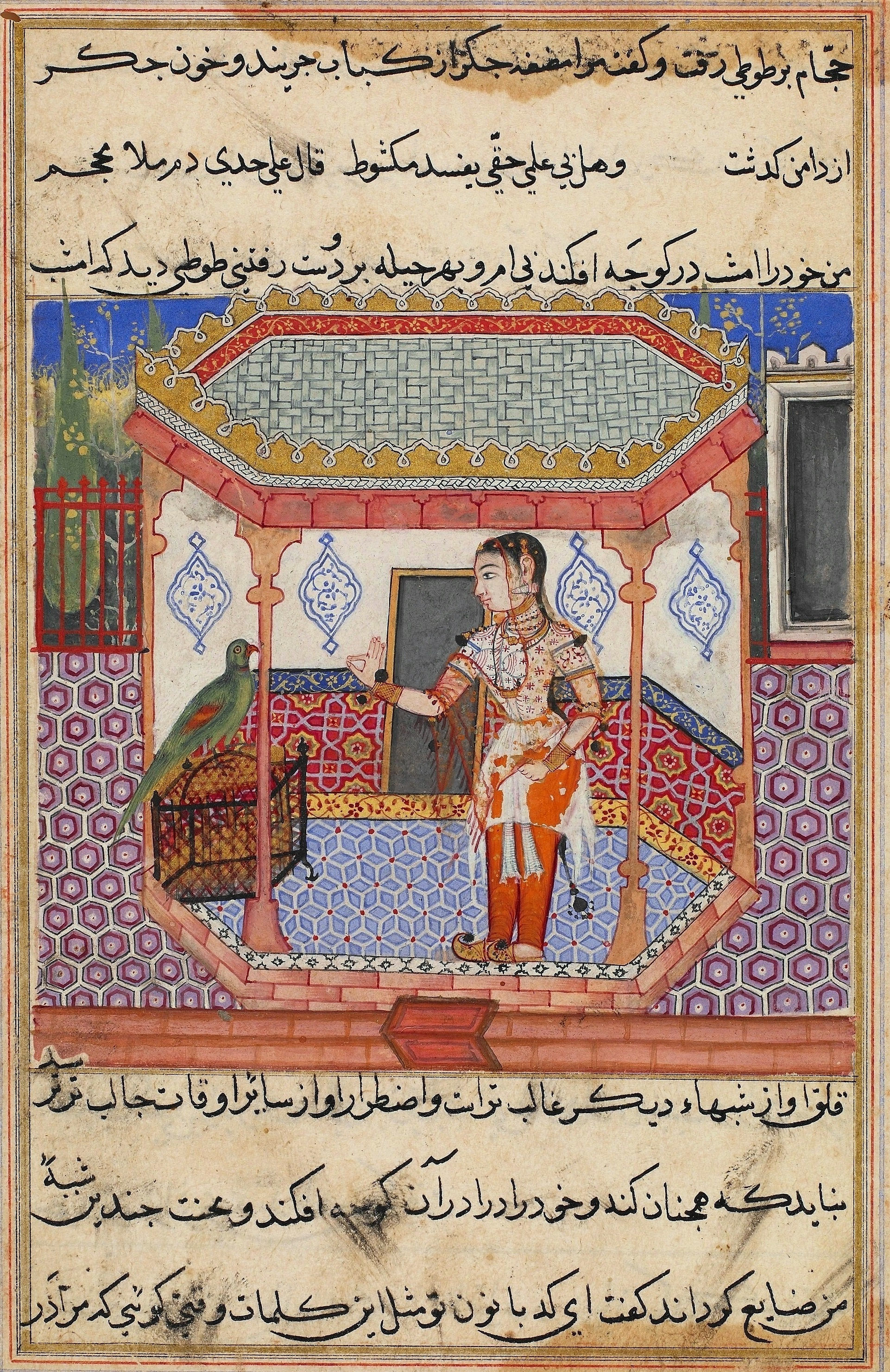
Худжаста і папуга. Могольска мініатюра епохи Акбара (майстерня Мір Сеїда Алі і Абдас-Самада), біля 1565.

Ту́ті-наме́ — (перс. توتی-نامه, а також Книга папуги, Розповідь про прозорливість) — персько-таджицький літературний пам'ятник, повчально-казкова книга в прозі, написана лікарем перського походження Зія-ед-діном Нехшебі в 1330 в Індії.

## Історія написання
Певний час дослідники вважали, що твір Зія-ед-діна Нехшебі є першою персомовною переробкою збірника «Шукасаптаті» (написаний 1330 р.), який увійшов в історію літератури, однак, не під авторським заголовком «Розповідь про прозорливість», а під назвою «Туті-наме», тобто «Книга папуги». І хоча сам Нехшебі в передмові до своєї книги стверджував, що його твір є переробкою іншого твору, написаного перською мовою, але «корені якого є в книгах Індії»,— мало хто з дослідників звернув увагу на ці слова застереження, вважаючи їх звичайним літературним прийомом.
Лише деякі орієнталісти, зокрема австрійський сходознавець В. Перч та український учений А. Кримський, висловили припущення, що Нехшебі каже правду і що справді існує твір, який був ще давнішою персомовною переробкою санскритського збірника «Шукасаптаті».
Туті-наме складається із вступу і 52 «ночей» — окремих казок, які розповідає своїй господарці Худжасті мудрий папуга, щоб утримати її дома і відвернути зраду чоловіку під час його відсутності. Існують різні переробки «Туті-наме» на фарсі, урду, тюркських мовах.